# Vladimir Fedosseïev (chef d'orchestre)
Pour les articles homonymes, voir Fedosseïev.
Pour le joueur d'échecs, voir Vladimir Fedosseïev (joueur d'échecs).
Vladimir Ivanovitch Fedosseïev (en russe : Владимир Иванович Федосеев; ISO 9 : Vladimir Ivanovič Fedoseev) est un chef d'orchestre russe né le 5 août 1932  à Leningrad.
Il étudie à Moscou et alors qu'il est encore en formation, il doit remplacer au pied levé un chef malade et dirige la Cinquième Symphonie de Dmitri Chostakovitch. En 1974, il est nommé à la tête de l'Orchestre symphonique Tchaïkovski de la Radio de Moscou. Il devient directeur musical de l'Orchestre symphonique de Vienne de 1997 à 2005.